# 奇異恩典
奇異恩典于1779年创作，是基督教聖詩之一。歌詞為英国诗人及牧师约翰·牛顿（1725－1807）所填，出現在威廉·古柏及其他作曲家创作的赞美诗集《Olney Hymns》的一部分。

## 历史

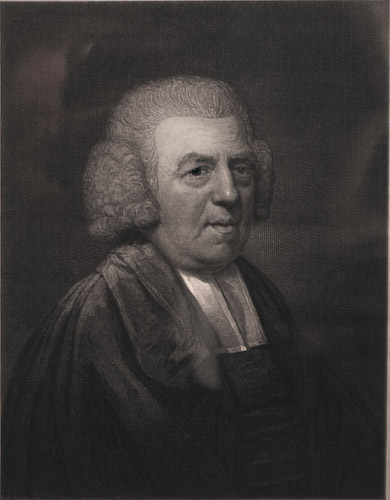
约翰·牛顿

〈奇异恩典〉的歌词源于约翰·牛顿的个人经历。虽然牛顿是在一个没有特殊宗教信仰的环境下成长起来，但他的人生道路充满了各式各样的起伏和巧合，而这些起伏和巧合通常是他自己桀骜不驯的性格所带来的。约翰·牛顿曾被英国皇家海军强征入伍，而在离开军队之后开始从事于黑奴贸易。1748年，一股强烈的风暴在爱尔兰的多尼戈爾郡重创了牛顿的船只。在猛烈的风暴和危急的情况下，他开始向神呼求怜悯和拯救。这种呼求也象征了他属灵上的转变。在他的船只停靠斯威利港湾维护和修理的这段时间，他写下了这首如今闻名于世的诗歌的第一段歌词。但在这之后，牛顿又继续从事他的黑奴贸易。直到1754或者1755年，他才彻底结束了他的海上事业，并开始研习基督教神学。
约翰·牛顿于1764年在英国国教会被按立，成为白金汉郡奥尔尼镇的助理牧师，并开始和诗人威廉·古柏一起创作圣诗。〈奇异恩典〉这首圣诗是为1773年的新年布道会所创作。至于当时是否有为这首圣诗配乐，我们现在无法得知。当时这首圣诗可能只是供会众吟诵。奇异恩典这首诗于1779年首次在牛顿和古柏的奥尔尼圣诗诗集中出版亮相，但紧接着就在英国沉寂下来，不被人重视。然而在美国，这首圣诗却在当时19世纪初期的第二次大觉醒中被广泛使用。这首圣诗最初有20多种不同的旋律。但它在1835年借用了名为“新不列颠”的曲调，就一直广泛流传到今天。
〈奇异恩典〉是在英语国家中最受人们欢迎和认同的诗歌之一。这首诗歌所传达的信息，让人们看到不管人所犯下的罪恶有多深，神仍然会赐下他的赦免和救赎，并且人的灵魂通过神的怜悯，可以在绝望中被挽回和拯救，意即要人學會原諒。作家吉尔伯特·蔡斯评价它说：“这毫无疑问是通俗赞美诗中最为出名的。”约翰·牛顿传记的作者乔纳森·艾特肯，评价称这首赞美诗每年大约会被播放一千万次。它对民俗音乐有着重要的影响，并且已经成为非洲裔美国灵歌的代表性诗歌。这首诗歌所传达的信息的普适性，也成为了它和非宗教音乐互相交叉和贯通的重要因素。奇异恩典这首赞美诗于19世纪60年代在美国重新流行起来。从20世纪开始直到今天，这首赞美诗已经数千次被记载和录音，并且不时会出现在流行歌曲的榜单上。同时，风笛演奏版的奇异恩典是美国军警因公殉职后葬礼上最常见的曲目之一。

## 原文歌詞
詞：John Newton (1725-1807)/J P Rees(b 1859)
曲：Traditional American melody
Amazing grace! (how sweet the sound)
That sav'd a wretch like me!
I once was lost, but now I am found,
Was blind, but now I see.
'Twas grace that taught my heart to fear,
And grace my fears reliev'd;
How precious did that grace appear,
The hour I first believ'd!
Thro' many dangers, toils and snares,
I have already come;
'Tis grace has brought me safe thus far,
And grace will lead me home.
The Lord has promis'd good to me,
His word my hope secures;
He will my shield and portion be,
As long as life endures.
Yes, when this flesh and heart shall fail,
And mortal life shall cease;
I shall possess, within the veil,
A life of joy and peace.
The earth shall soon dissolve like snow,
The sun forbear to shine;
But God, who call'd me here below,
Will be forever mine.
另一現代版本有此段:
When we've been there ten thousand years
Bright shining as the sun,
We've no less days to sing God's praise
Than when we've first begun
(例:英國Susan Boyle 音樂專輯《I dreamed a dream》內的版本)

## 中文翻譯歌詞
在不同地方和年代，有不少中文翻譯版本，給不同世代不同方言人士使用。

### 國語/華語/普通話
| 【版本1】 奇異恩典，樂聲何等甜美 拯救了像我這般無助的人 我曾迷失，如今已被找回 曾經盲目，如今又能看見 神蹟教我心存敬畏 減輕我心中的恐懼 神蹟的出現何等珍貴 那是我第一次相信神的時刻 歷經無數險阻、陷阱 我已走了過來 神蹟保我安全無虞至今 神蹟將指引我回到家 主耶穌的名字 在信徒的耳裡聽來多麼甜美 那撫平了他的煩憂， 治癒了他的傷 趕走了他的恐懼 耶穌必得獨自揹負十字架 以拯救全世界 但每個人的心裡， 包括我在內 都有著一副十字架 我們在此已一萬年 光芒如太陽一樣耀眼 和最初相比 我們能讚美上帝的時日永遠不缺 （地域、譯者及年份不詳） | 【版本 2 】 奇異恩典，何等甘甜，我罪已得赦免； 前我失喪，今被尋回，瞎眼今得看見。 如此恩典，使我敬畏，使我心得安慰； 初信之時即蒙恩惠，真是何等寶貴。 經過許多危險網羅，飽受人間苦楚， 此恩領我平安渡過，他日歸回天府。 將來在天安居萬年，恩光如日普照， 好像最初蒙恩景況，讚美永不減少。 | 【版本3】 驚人恩典！何等甘甜， 來救無賴如我！ 前曾失落，今被尋見！ 前盲，今不摸索！ 恩典教導我心懼怕， 又將懼怕除掉； 恩典在我初信剎那， 顯為何等可寶。 主已應許向我施恩， 祂話就是保證； 祂要作我盾牌、永分， 帶我經過此生。 歷經艱險、勞碌、痛苦， 今我已息主前； 恩典領我跋涉長途， 平安歸回天家。 當我見主萬年之後， 仍像太陽照耀， 比我開始讚美時候， 讚美仍不減少。 (召會大本詩歌247 年份不詳) |

### 台灣/台語版
| 【台灣 台語1964版】 懇求上帝，施恩賜福 保佑一家安樂 嗣大嗣小，信主基督 大家相愛和睦 父慈子孝，夫妻保老 兄弟姊妹和好 虔誠祈禱，勤讀聖經 成做屬主家庭 安分守己，敬虔知足 不敢放縱私慾 或是快樂，或是艱難 求主賜阮平安 阿們 台灣基督長老教會 1964年版 台語聖詩 第433首 | 【台灣2000-2001版】 奇異恩典，何等甘甜， 我罪已得赦免； 前我失喪，今被尋回， 瞎眼今得看見。 如此恩典，使我敬畏， 使我心得安慰； 初信之時，即蒙恩惠， 真是何等寶貴！ 許多危險，試煉網羅， 我已安然經過； 靠主恩典，安全不怕， 更引導我歸家。 將來禧年，聖徒歡聚， 恩光愛誼千年； 喜樂頌讚，在父座前， 深望那日快現。 2000-2001版 滾石-黃色聖誕-陳淳傑唱 | 【台灣版 台語】 奇異恩典，甘我心田 我罪得著赦免 前我失偏，今我贖回 青盲今我重見 濟濟危險，試煉網羅 我已平安經過 靠主恩典，我未煩惱 引導我向天路 上帝予我，美好約定 伊的話予我希望 伊會予我，避風所在 永遠保護我 將來禧年，聖徒相聚 榮光如日閃熠 吟唱聖詩，天爸面前 呵咾主恩奇異 注：台灣陳國崇介紹此曲台語發音文章 | 【台灣 台語2009版】 懇求上帝，施恩賜福 保佑一家安樂 嗣大嗣小，信主基督 大家相愛和睦 父慈子孝，夫妻保老 兄弟姊妹和好 虔誠祈禱，勤讀聖經 成做屬主家庭 全家大細，做主信徒 所行照主法度； 待人接物，為主見證 凡事做主光燈。 安分守己，敬虔知足 不敢放縱私慾 或是快樂，或是艱難 求主賜阮平安 今求救主tiàm阮中央， 成做伊甸樂園； 大家相疼，彼此和睦， 享受地上天國。 阿們 台灣基督長老教會 2009年版 台語聖詩 第450首 注：黃武東填詞 | 【台灣 台語2009版】 奇妙恩典何等甘甜， 救我脫離罪坑； 前我失迷今得回歸， 失明今得看見。 這大恩典教我敬畏， 驚惶變做安慰； 這樣恩典實在寶貴， 我信就得恩惠。 經過多多試鍊、羅網， 危險、枵餓、苦痛； 這恩導我安然穩當， 牽我免致失望。 當我肉體心神衰微， 活命欲熄的時； 身軀靈魂相離彼時， 也得平安歡喜。 聖徒相見佇主身邊， 若日光照滿天； 歡喜吟詩，主恩齊備， 謳咾到萬萬年。 台灣基督長老教會 2009年版 台語聖詩 第608首 注：原文翻譯 |

### 廣東話/粵語 版
| 【香港-廣東話(1976版)】 奇妙救恩 何等甜蜜，救我可憐罪人； 我曾失喪 今復皈依，瞎眼今得看見。 主恩浩蕩 我心敬畏，復使我得安慰； 起初相信 至今不疑，此恩何等寶貴。 一生路途 都靠此恩，克勝困苦艱辛； 藉它引導 一路平安，直到天下家鄉。 在天之邊 光明燦爛，永遠感謝稱讚； 永永遠遠 無盡供窮，歡喜快樂萬年。 【《頌恩》歌集 天主教歌書】第384首 譯：徐錦堯 (1976香港) 編：徐錦堯 (1976香港) | 【版本 2 】 奇異恩典，甘似蜜甜，憐憫敗壞如我。 昨天罪中失喪，此刻有你贖回，瞎眼今可得見。 神聖恩典可敬可畏，除我憂驚困擾。 救恩有多寶貴，呈現到我面前，從信一刻可見。 無數艱苦，阻隔萬重， 仍要跨險無變。 是你救恩領航，同渡此生穩妥，期盼天家相見。 同聚天家，高唱萬年，如日生輝常照。 頌讚感激不斷，時日永遠不缺，猶似新歌初獻。 頌讚感激不斷，時日永遠不缺，奇異恩典不變。 (年份不詳) 見於: 朱佩舜 唱的版本 |

## 文艺作品
- 2003年，日劇《白色巨塔》的片尾曲即使用此首歌，由海莉·薇思特拉所演唱。
- 香港歌手容祖兒2005年的作品 《明日恩典》則是改編自本首歌，並在歌曲的副歌加入了這首聖詩。
- 2006年英国电影《奇異恩典》，导演Michael Apted，主演Ioan Gruffudd，再现了威廉·威伯福斯的反贩奴运动，以及牛顿牧师写作这首歌词的过程。
- 2008年的日本电影《名侦探柯南：战栗的乐谱》多次演奏该歌曲。
- 2009年，台灣高雄舉辦2009年世界運動會開幕節目中使用此首歌，由海莉·薇思特拉於現場演唱。
- 2010年，台劇《國民英雄》的片尾曲即使用此首歌，由Olivia所演唱。
- 2014年，日劇《Legal High》的片尾曲即使用此首歌，由海莉·薇思特拉所演唱。
- 2016年，韓劇《THE K2》的其中一OST使用此首歌，由少女時代成員林潤娥所演唱。
- 2017年的中国大陆电影《战狼2》插曲。
- 2018年的香港無線電視翡翠台節目《救妻同學會》使用此歌的英文版本作為插曲，被編寫成兩分鐘三十秒版本，由譚嘉儀主唱。(目的:她想表達出在此節目中出現意外而寂寞的情感。)
- 2019年的中国大陆电影《决胜时刻》插曲，电影中任弼时使用小提琴演奏该曲。
- 2020年的香港無線電視翡翠台節目《踩過界2》在第11集播出此歌曲英文版。

## 外部連結
- 约翰·牛顿-Amazing Grace（页面存档备份，存于）
- Amazing Grace: The Story of John Newton（页面存档备份，存于）
- 奇異恩典_歌唱視頻_海莉·薇思特娜（页面存档备份，存于）
- Who Has Recorded Amazing Grace?（页面存档备份，存于）
- Easybyte（页面存档备份，存于） - free easy piano arrangement of Amazing Grace
- Amazing Grace myths at the Urban Legends Reference Pages
- Art of the States: Amazing Grace variations on the hymn by composer John Harbison